# Кишинёвская ТЭЦ-2
Кишинёвская ТЭЦ-2 (А. О. CET-2) — теплоэлектроцентраль, расположенная в г. Кишинёв, Республика Молдова.

## История
- 1973 год — начало подготовительных работ по сооружению теплоэлектроцентрали[1];
- 1975 год — 17 февраля — ввод в эксплуатацию первого водогрейного котла[1];
- 1975 год — 30 декабря — ввод в эксплуатацию второго водогрейного котла[1];
- 1976 год — октябрь — ввод в эксплуатацию сооружения мазутного хозяйства[1];
- 1976 год — ноябрь — ввод в эксплуатацию химводоочистки[1];
- 1976 год — 31 декабря — пуск первого энергоблока[1];
- 1978 год — 24 сентября — ввод в эксплуатацию второго энергоблока[1];
- 1980 год — 30 декабря — ввод в эксплуатацию третьего энергоблока[1];
- 1981 год — 25 декабря — ввод в эксплуатацию третьего водогрейного котла[1];
- 1990 год — 25 ноября — ввод в эксплуатацию четвертого водогрейного котла[1];
- 1991 год — 28 декабря — ввод в эксплуатацию пятого водогрейного котла[1].

С 2000 годов предприятие функционирует в неоптимальном режиме, в основном, в режиме выработки тепловой энергии для отопления, так как из-за изношенности и устаревания оборудования, стоимость электроэнергии, вырабатываемой на ТЭЦ-2, выше чем стоимость электроэнергии с Молдавской ГРЭС или электроэнергии, импортированной из Украины.
Помимо износа оборудования это связано с тем, что Кишинёвская ТЭЦ-2 является производственно-отопительной — помимо отопления и горячего водоснабжения она предназначалась и предназначается для пароснабжения прилегающей промзоны — турбины типа ПТ предназначены также для отпуска пара производственных параметров для промышленных предприятий; в условиях спада производства пар оказывается невостребованным, и теплофикационная паровая турбина, являющаяся технологически более сложной, чем чисто конденсационная, работает без нагрузки производственного отбора, пропуская пар в конденсатор. При этом КПД проточной части турбины заведомо ниже, чем у чисто конденсационных машин, установленных на той же Молдавской ГРЭС. Так, при работе без нагрузки (или при сниженной нагрузке) отборов турбин снижается и может стать отрицательной экономия топлива при выработке электроэнергии на ТЭЦ по сравнению с выработкой того же количества электроэнергии на ГРЭС (это то, о чём было сказано в начале), поскольку, кроме более высокого КПД проточной части конденсационных турбин, на чисто конденсационных станциях обычно выше начальные параметры пара, а также лучше условия охлаждения конденсаторов турбин (ГРЭС часто расположены вблизи мощных источников холодной воды). Иными словами, ТЭЦ, являясь технологически более сложной, но, при правильном проектировании и эксплуатации, термодинамически более совершенной, лишается своего главного преимущества при снижении нагрузки отборов.
Особенно это актуально в летнее время, когда нагрузка отопительных отборов турбин минимальна и определяется только нагрузкой горячего водоснабжения. При этом режим работы ТЭЦ с отпуском теплоты на отопление и вентиляцию (сезонные виды нагрузки) является как раз оптимальным режимом её работы, потому что именно в этом режиме наиболее полно реализуется экономия топлива на ТЭЦ по сравнению с раздельной выработкой электроэнергии и теплоты (некоторую часть года поворотные диафрагмы турбин ПТ-80/100-12,8/1,3 полностью закрыты, и в конденсаторы пропускается только минимальный вентиляционный расход пара, который также может быть сконденсирован сетевой водой, пропускаемой по встроенному пучку, и передача теплоты окружающей среде как холодному источнику в термодинамическом цикле практически полностью отсутствует). Особенностью же промышленной тепловой нагрузки является её практически круглогодичный (базовый) характер, что положительно сказывается на показателях ТЭЦ, так как позволяет загрузить отборы турбин и в летнее время, в условиях отсутствия нагрузки отопления, составляющей для жилых районов городов бо́льшую часть теплового потребления. Кроме этого, в последние годы изменяется соотношение между потреблением тепловой и электрической энергии жилыми районами городов: доля электрической энергии возрастает (за счёт роста уровня бытового комфорта и увеличения количества электроприборов), а тепловой — уменьшается (за счёт внедрения приборов учёта и энергосберегающих мероприятий у потребителей и в тепловых сетях), поэтому новые отопительные ТЭЦ часто выполняются парогазовыми, а некоторые существующие оборудуются газотурбинной надстройкой, что позволяет существенно повысить термический КПД цикла и комбинированную выработку электроэнергии на том же самом тепловом потреблении.
Были планы повышения эффективности и увеличения электрической генерации до 585 МВт с целью снижения зависимости от импорта электроэнергии, но эти планы так и остались нереализованными из-за нехватки финансирования.

## Модернизация

###### Первый этап
с 2015 года посредством Проекта по Улучшению эффективности СЦТ, иницировался комплексный процесс модернизации компании, и именно:
- Строительство дополнительной линии между ТЭЦ-1 и ТЭЦ-2 (труба с номинальным диаметром 700 мм и длинной около 350 метров);
- Строительство Насосной Станции № 1, мощностью в 2.800 м³/ч;
- Восстановление основных Насосных Станции (№ 8, № 12, № 13) путём замены насосов и установки частотных преобразователей;
- Замена магистральных теплосетей (около 12 км) и замена других 13 км старых труб новыми предизолированными;
- Установка Индивидуальных Тепловых Пунктов (340 ИТП);
- Повторное подключение общественных зданий (44 учреждений) и установка приблизительно 114-ти ИТП.[3]

В 2018 году построена вторая распределительная теплосеть (контур), которая является резервной, предназначенной для непрерывных поставок теплоэнергии потребителям (система back-to-back). Теперь в случае повреждения, проведения регламентных или ремонтных работ, потребители будут обеспечиваться услугами централизованного теплоснабжения через альтернативную схему поставок. Горячая вода в домах отключаться не будет.

###### Второй этап
Проект когенерации назван SACET-2. Он предусматривает установку новых генераторов на 50 мегаватт, строительство моторов внутреннего сгорания для ТЭЦ-2 и Восточной централи, которые будут работать в оптимальном режиме и с большей эффективностью, чем старое оборудование.
В этот проект входят: строительство дополнительной линии между ТЭЦ-2 (которая теперь называется «Источник 1») и ТЭЦ-1(«Источник 2») — трубы с номинальным диаметром 700 мм и длинной около 350 метров; строительство новой насосной станции мощностью в 2800 м³/час; восстановление нескольких основных насосных станций путём замены насосов и установки частотных преобразователей; замена километров магистральных теплосетей и замена других старых труб новыми изолированными; установка 340 индивидуальных тепловых пунктов; повторное подключение общественных зданий к центральной теплосети (44 учреждения), и др.
По завершении проекта модернизации первого энергетического блока тепловая мощность выросла в 1,6 раза — со 100 до 168 Гкал/час, а номинальная электрическая мощность — с 80 до 98 Мвт в оптимальном режиме работы.

## Техническая информация
Кишинёвская ТЭЦ-2 (ул. М.Маноле, 3) включает 3 энергоблока в составе:
- котёл ТГМ-96Б (480 т пара/ч, 275 Гкал/ч);
- турбина ПТ-80/100-130/13;
- электрогенератор ТВФ-120-2УЗ (Pном=120 МВт).[8]

а также пиковую водогрейную котельную в составе:
- 3 водогрейных котла типа ПТВМ-100 (100 Гкал/ч);
- 2 котла водогрейных котла КВГМ-180 (180 Гкал/ч, законсервированы с 01.06.1999).

Энергетический паровой котёл типа ТГМ-96Б:
- номинальная паропроизводительность 480 т/ч (тепловая мощность — 275 Гкал/ч);
- давление перегретого пара 130 кгс/см2,
- температура перегретого пара 560 °С;
- тип горелок — газомазутные, в количестве 4 штук;
- потребление газа одним котлом — 36 800 м3/ч;

Энергетическая паровая турбина ПТ-80/100-12,8/1,3;
- номинальное давление пара Р0= 130 кгс/см2;
- номинальная температура пара Т0= 555 0С;

Генераторы типа — ТВФ-120-2У3, Sном = 125 МВА.
Водогрейный котёл ПТВМ-100:
- температура сетевой воды на входе в котёл t' = 70 0С.
- расход сетевой воды через котёл Gс.в. = 2140 т/ч;
- тепловая мощность — 100 Гкал/ч;
- тип горелок ГМГ-6, 16 ед., 6 Гкал/ч каждая;
- потребление газа одним котлом — 12 800 м3/ч.

Для охлаждения циркуляционной воды, охлаждающей конденсаторы турбин, используются две многогранные башенные градирни.
Тепловая сеть г. Кишинёва имеет закольцовку, что позволяет Кишинёвским ТЭЦ-1 и ТЭЦ-2 работать параллельно на общую теплосеть. Наряду с резервированием теплоснабжения это позволяет уменьшить суммарный котельный резерв на ТЭЦ и увеличить степень использования наиболее экономичного оборудования в системе за счёт оптимального распределения нагрузки между источниками теплоты. Для передачи резервирующих потоков воды служит 8-я насосная станция кишинёвской теплосети.